# Laccornis oblongus
Laccornis oblongus (лат.) — вид жесткокрылых семейства плавунцов.

## Описание
Жук длиной 4-5 мм. Имеет смоляно-чёрную окраску. Бока переднеспинки и надкрылий, эпиплевны, усики и лапки имеют красно-бурую окраску.

## Экология
Жука можно встретить в канавах и лесных болотах.